# 마리아 아말리아 폰 외스터라이히 (1746년)
오스트리아의 마리아 아말리아(독일어: Maria Amalia Von Habsburg-Lothringen, 1746년 2월 26일 ~ 1804년 6월 18일)는 프란츠 1세와 마리아 테레지아 사이에서 태어난 딸로, 파르마의 페르디난도 1세와 결혼하여, 파르마피아첸차와 구아스텔라의 공작부인이 되었다.

## 생애
그녀는 원래 팔츠츠바이브뤼켄이라는 소국의 카를 아우구스트 공작과 연애하고 있었으나, 모후에 의해서 강제로 헤어지게 되고, 자매들처럼 에스파냐계 부르봉에서 갈라져나온 부르봉파르마 공작가의 페르디난도와 결혼하게 된다. 그녀는 이에 불만을 품고, 파르마에서 사치스런 생활과 정부와 놀아나는 등 모후의 맘에 들지 않는 행동을 일삼아 오스트리아 대공국으로의 귀국을 금지당한다. 프랑스 혁명으로 파르마 공국이 프랑스 제1공화국에 점령당하자, 오스트리아와 동군연합을 이루고 있었던 보헤미아 왕국의 수도인 프라하로 피했으며, 그 곳에서 사망하였다.

## 자식
마리아 아말리아는 페르디난도 1세와의 사이에서 3남 6녀를 두었다. 그중 1남 3녀만이 성년까지 생존한다. 
| 이름                 | 출생일           | 사망일           | 비고                              |
| -------------------- | ---------------- | ---------------- | --------------------------------- |
| 카롤리나 공녀        | 1770년 11월 22일 | 1804년 3월 1일   | 작센 왕세제 막시밀리안과 혼인.    |
| 루도비코 1세         | 1773년 7월 5일   | 1803년 5월 27일  | 스페인 공주 마리아 루이자와 혼인. |
| 마리아 안토니아 공녀 | 1774년 11월 28일 | 1841년 2월 20일  | 결혼하지 않고 죽음                |
| 카를로타 마리아 공녀 | 1777년 9월 7일   | 1813년 4월 5일   | 결혼하지 않고 죽음                |
| 필리포 마리아 공자   | 1783년 3월 22일  | 1786년 7월 2일   | 요절                              |
| 안토니아 루이사 공녀 | 1784년 10월 21일 | 1784년 10월 21일 | 요절                              |
| 마리아 루이사 공녀   | 1787년 4월 17일  | 1789년 11월 22일 | 요절                              |
| 아들                 | 1789년 5월 21일  | 1789년 5월 21일  | 사산                              |
| 딸                   | 1789년 5월 21일  | 1789년 5월 21일  | 사산                              |

| 전임 프랑스의 엘리사베타 | 파르마 공작부인 1769년 7월 19일 ~ 1802년 10월 9일 | 후임 사보이의 마리아 테레사 |